# كهف جومايانه
كهف جومايانه (بالتركية: Cumayanı Mağarası)‏ هو كهف يقع في تركيا.